# Zamieszki w Odessie
Zamieszki w Odessie – wydarzenia, które miały miejsce w Odessie 2 maja 2014 roku jako pokłosie sytuacji na Ukrainie po rewolucji Euromajdanu.

## Przebieg wydarzeń
2 maja 2014 o godz. 14:00 w Odessie rozpoczął się pochód zwolenników jedności Ukrainy z udziałem kibiców Czornomorcia Odessa i Metalista Charków. Jednocześnie aktywiści Antymajdanu zbierali się na Prospekcie Aleksandrowskim. Manifestacja Antymajdanu została zaatakowana o 14:40 przez mężczyznę o nieustalonej tożsamości, który strzelał z broni pneumatycznej. Następnie demonstranci Antymajdanu zaatakowali kibiców. W czasie ataku użyto broni palnej. W gwałtownych starciach ulicznych zginęły cztery osoby.

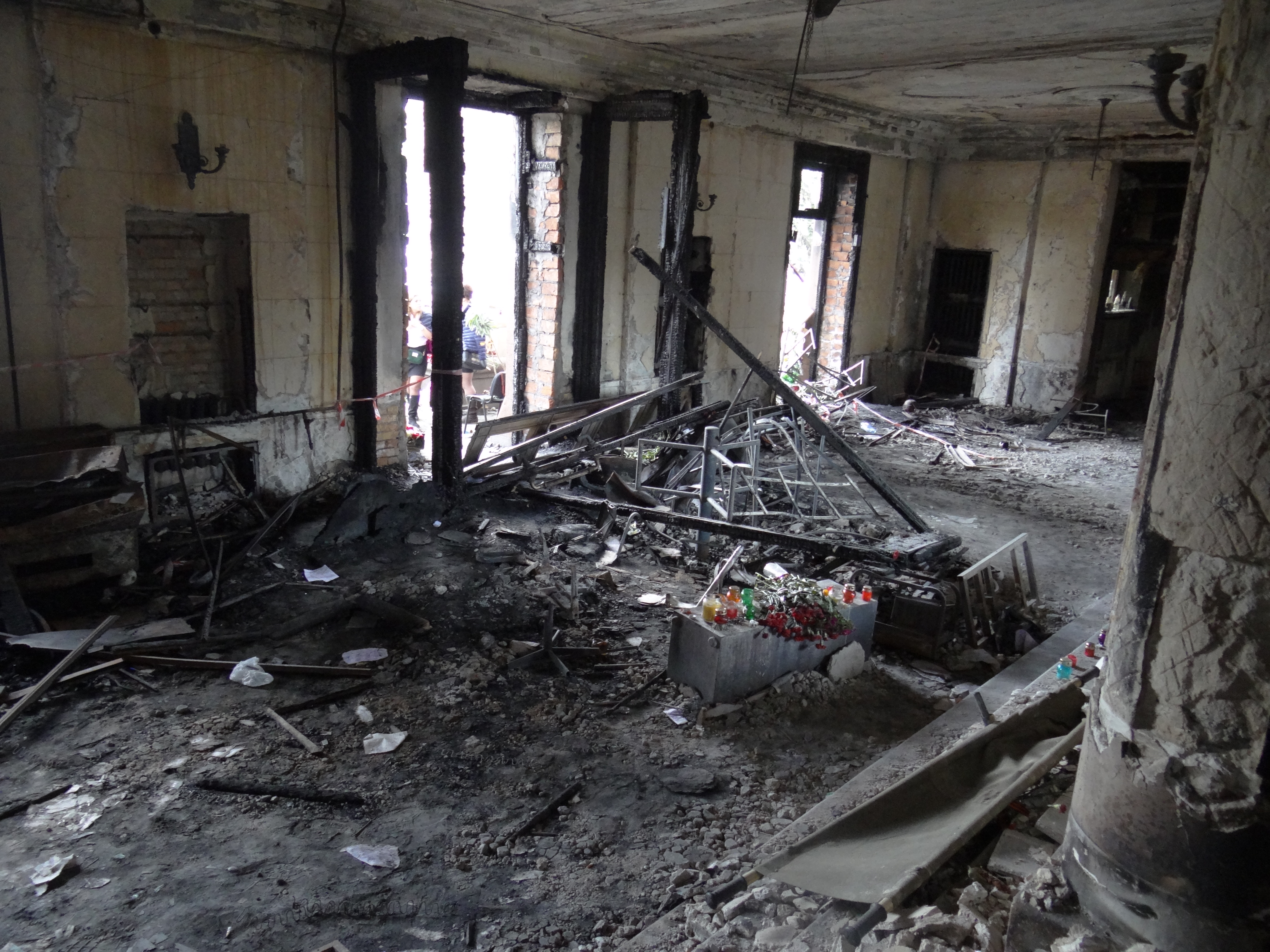
Wnętrze spalonego budynku

Wieczorem ukraińscy nacjonaliści i bojownicy Prawego Sektora obrzucali koktajlami Mołotowa namioty rozstawione przez działaczy Antymajdanu na Kulikowym Polu otaczającym budynek związków zawodowych w Odessie. Od ognia i w rezultacie brutalnych pobić zginęło osiem osób. Według relacji naocznych świadków milicja nie reagowała na te wydarzenia, choć stała tuż obok. Po rozbiciu obozowiska na Kulikowym Polu demonstranci Antymajdanu wycofali się do budynku związku zawodowych, który został podpalony przez ukraińskich nacjonalistów. Spowodowało to wybuch pożaru, w którym 31 osób zginęło w płomieniach, a 11 zabiło się po skoku z okna na trzecim lub czwartym piętrze. Straż pożarna dotarła na miejsce dopiero po pół godzinie od otrzymania zgłoszenia, pomimo że remiza znajduje się bardzo blisko obiektu. Jak odnotowała „Grupa 2 Maja”, zajmująca się prowadzeniem niezależnego śledztwa w tej sprawie, strażacy i demonstranci proukraińscy ewakuowali osoby przebywające w płonącym budynku związków zawodowych. Część działaczy proukraińskich próbowała atakować oraz brutalnie przesłuchiwać ewakuowanych, ale milicjanci i reszta działaczy im przeszkodziła.
W trakcie walk na Prospekcie Aleksandrowskim, Kulikowym Polu i pożaru budynku związków zawodowych zginęło łącznie 48 osób, w tym 46 aktywistów Antymajdanu. 247 osób odniosło rany, aresztowano 123.

## Następstwa
W związku z wydarzeniami w Odessie w mieście wprowadzono trzydniową żałobę. Następnie pełniący obowiązki prezydenta Ukrainy Ołeksandr Turczynow ogłosił dwudniową żałobę narodową ku pamięci ofiar starć w Odessie oraz operacji antyterrorystycznej w obwodzie donieckim.
Dzień po tragedii przed spalonym domem związków zawodowych w Odessie zebrali się zarówno zwolennicy jedności Ukrainy jak i separatyzmu. Dwutysięczny tłum skandował: „Odessa to rosyjskie miasto!”. Doszło do mniejszych niepokojów i przepychanek między demonstrantami, tym razem jednak zgromadzone duże siły milicji nie dopuściły do rozlewu krwi. 4 maja prorosyjscy demonstranci zaatakowali komisariat, staranowali bramę i wybili kamieniami okna, po czym otoczyli budynek, wobec czego dla uspokojenia tłumu milicjanci zdecydowali się wypuścić 67 aresztowanych. W innym miejscu w mieście zwolennicy federalizacji zaatakowali reportera ukraińskiego kanału informacyjnego Piatyj kanał. Z kolei kilkaset osób popierających Euromajdan przeszło na miejsce pożaru, podniosło ukraińską flagę i uczciło ofiary minutą ciszy. Później w mieście nie dochodziło już do prorosyjskich wystąpień na dużą skalę.
Według Służby Bezpieczeństwa Ukrainy, zamieszki w Odessie nadzorowały grupy dywersyjne z Rosji i finansowane przez ekipę obalonego w lutym prezydenta Wiktora Janukowycza.